# Acanthaleyrodes styraci
Acanthaleyrodes styraci es un hemíptero de la familia Aleyrodidae, subfamilia Aleyrodinae.
Fue descrita científicamente en 1953 por Takahashi.